# Staatsprijs van de Sovjet-Unie

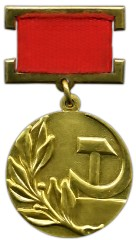
Medaille van de Staatsprijs van de Sovjet-Unie

De Staatsprijs van de Sovjet-Unie of Staatsprijs van de USSR (Russisch: Госуда́рственная пре́мия СССР) was van 9 september 1966 tot het uiteenvallen van de Sovjet-Unie een staatprijs toegekend aan personen die zich op wetenschappelijk, technologisch, militair-wetenschappelijk, literair, kunstzinnig of muzikaal gebied hadden onderscheiden. De prijs was de opvolger van de een decennium eerder voor het laatst toegekende Stalinprijs. Nadien werd de prijs opgevolgd door de Staatsprijs van de Russische Federatie.
In de prijs waren gradaties, ze kon toegekend worden in de 1ste, 2de en 3de klasse.

## Laureaten (selectie)
- 1966:
  - Geli Korzjev, kunstschilder
- 1967:
  - Vytautas Žalakevičius, filmregisseur
  - Andrej Pavlovitsj Petrov, componist
  - Otar Taktakisjvili, componist
  - Tichon Chrennikov, componist
- 1968:
  - Georgi Vasiljevitsj Sviridov, componist
  - Dmitri Sjostakovitsj, componist en pianist
  - Tsjyngyz Ajtmatov, auteur
- 1969:
  - Jevgeni Aramovitsj Abramjan, nucleair fysicus
  - Boris Tsjaikovski, componist
- 1970:
  - Vjatsjeslav Tichonov, acteur
- 1971:
  - Aleksandr Tvardovski, dichter
  - Aram Chatsjatoerjan, componist
  - Vasili Sjoeksjin, acteur
  - Sergej Iljoesjin, vliegtuigontwerper
- 1972:
  - Rodion Sjtsjedrin, componist
  - Boris Jefimov, striptekenaar
- 1974:
  - Leonid Martynov, dichter
  - Veljo Tormis, componist
- 1975:
  - Fjodor Abramov, auteur
  - Koekryniksy, tekenaarscollectief
- 1976:
  - Daniil Granin, auteur
  - Fjodor Chitroek, animator en animatieregisseur
  - Karen Chatsjatoerjan, componist
  - Gia Kantsjeli, componist
  - Andrej Pavlovitsj Petrov, componist
- 1977:
  - Pavel Tsjerenkov, fysicus
  - Joeri Knorozov, taalkundige
  - Aleksandr Jakovlev, vliegtuigontwerper
  - Tsjyngyz Ajtmatov, auteur
  - Valentin Raspoetin, auteur
  - Leonid Leonov, auteur
- 1978:
  - Andrej Voznesenski, dichter
  - Viktor Astafjev, auteur
  - Sergej Michalkov, auteur
  - Neeme Järvi, dirigent
- 1979:
  - Robert Rozjdestvenski, dichter
  - Joeri Norstein, animatieregisseur
  - Viktor Sjklovski, auteur
  - Larisa Sjepitko, regisseur
- 1980:
  - Georgi Vasiljevitsj Sviridov, componist
  - Fikret Amirov, componist
  - Andrej Pavlovitsj Petrov, componist
  - Aleksej Arboezov, toneelschrijver
  - Dmitri Kabalevski, componist
- 1981:
  - Aleksej Leonov, kosmonaut
  - Vasili Belov, auteur
  - Jekaterina Maksimova, ballerina
  - Jevgenija Mirosjnytsjenko, operazangeres
- 1982:
  - Aleksej Abrikosov, fysicus
  - Grigori Baklanov, auteur
  - Kir Boelytsjov, auteur
  - Natalia Sjvedova, lexicografe
- 1983:
  - Tsjyngyz Ajtmatov, auteur
  - Jevgeni Svetlanov, dirigent, componist en pianist
- 1984:
  - Jevgeni Jevtoesjenko, dichter
  - Bakhtiyar Vahabzadeh, dichter
  - Sergej Bondartsjoek, filmregisseur
  - Iosif Kobzon, zanger
  - Zjores Ivanovitsj Alferov, fysicus
  - Nikolaj Bogoljoebov, fysicus
- 1985:
  - Joeri Temirkanov, dirigent
  - Igor Moisejev, choreograaf
- 1986:
  - Valentin Berlinski, cellist, oprichter Borodinkwartet
  - Vladimir Karpov, auteur
  - Joeri Basjmet, violist
  - Mart Port, architect
  - Hakob Hakobian, kunstschilder
  - Konstantin Chrenov, uitvinder van onderwaterlassen (postuum)
- 1987:
  - Vladimir Vysotski, zanger en acteur
  - Valentin Raspoetin, auteur
  - Geli Korzjev, kunstschilder
- 1988:
  - Lidija Ginzburg, auteur
  - Vladimir Demichov, medicus, pionier transplantaties
- 1989:
  - Bella Achmadoelina, dichteres
  - Fazil Iskander, auteur
  - Nikolaj Basov, fysicus
  - Arseni Tarkovski, dichter (postuum toegekend)
- 1990:
  - Mieczysław Weinberg, componist
- 1991:
  - Viktor Astafjev, auteur
  - Boelat Okoedzjava, dichter, essayist en zanger